# Acanthodelta ferreotincta
Acanthodelta ferreotincta là một loài bướm đêm trong họ Noctuidae.